# Campeonato Asiático de Atletismo de 2015 - Salto em distância masculino
A prova do salto em distância masculino do Campeonato Asiático de Atletismo de 2015 foi disputada entre os dias 3 e 4 de junho de 2015 no Wuhan Stadium em Wuhan, na China. 

## Recordes
Antes desta competição, os recordes mundiais e do campeonato nesta prova eram os seguintes:
|                       | Nome                        | Nacionalidade  | Distância | Local      | Data                 |
| --------------------- | --------------------------- | -------------- | --------- | ---------- | -------------------- |
| Recorde mundial       | Mike Powell                 | Estados Unidos | 8m 95cm   | Tóquio     | 30 de agosto de 1991 |
| Recorde do campeonato | Hussein Taher Al-Sabee      | Arábia Saudita | 8m 33cm   | Jacarta    | 2000                 |
| Recorde asiático      | Mohamed Salman Al-Khuwalidi | Arábia Saudita | 8m 48cm   | Sotteville | 2 de julho de 2006   |

## Medalhistas
| Ouro               | Prata            | Bronze              |
| Gao Xinglong (CHN) | Ted Hooper (TPE) | Tang Gongchen (CHN) |

## Cronograma
Todos os horários são locais (UTC+8)
| Data       | Hora  | Evento  |
| ---------- | ----- | ------- |
| 3 de junho | 10:40 | Bateria |
| 4 de junho | 17:00 | Final   |

## Resultados

### Qualificação
| Posição | Atleta                 | Nacionalidade  | #1   | #2   | #3   | Resultados | Notas |
| ------- | ---------------------- | -------------- | ---- | ---- | ---- | ---------- | ----- |
| 1       | Tang Gongchen          | China          | 7.76 |      |      | 7.76       | Q     |
| 2       | Yohei Sugai            | Japão          | 7.67 | 7.75 |      | 7.75       | Q     |
| 3       | Ted Hooper             | Taipé Chinesa  | 7.40 | 7.74 | –    | 7.74       | q     |
| 4       | Ahmed Binmarzouq       | Arábia Saudita | 7.67 | –    | –    | 7.67       | q     |
| 5       | Gao Xinglong           | China          | 7.62 | 7.66 | –    | 7.66       | q     |
| 6       | Saleh Al-Haddad        | Kuwait         | 7.64 | 7.55 | –    | 7.64       | q     |
| 7       | Konstantin Safronov    | Cazaquistão    | x    | 7.64 | x    | 7.64       | q     |
| 8       | Ankit Sharma           | Índia          | 7.33 | x    | 7.56 | 7.56       | q     |
| 9       | Lin Hung-Min           | Taipé Chinesa  | 7.27 | 7.55 | 7.48 | 7.55       | q     |
| 10      | Andrey Reznichenko     | Uzbequistão    | 7.36 | 7.51 | 7.51 | 7.51       | q     |
| 11      | Kumaravel Premkumar    | Índia          | x    | 7.40 | 7.51 | 7.51       | q     |
| 12      | Chan Ming Tai          | Hong Kong      | 7.45 | x    | x    | 7.45       | q     |
| 13      | Sobhan Taherkhani      | Irão           | 7.29 | 7.43 | x    | 7.43       |       |
| 14      | Kota Minemura          | Japão          | x    | x    | 7.34 | 7.34       |       |
| 15      | Joo Eun-jae            | Coreia do Sul  | x    | 7.29 | ?    | 7.29       |       |
| 16      | Sung Jin-suok          | Coreia do Sul  | x    | 7.26 | x    | 7.26       |       |
| 17      | Muhannad Qasem Al-Absi | Arábia Saudita | x    | 7.23 | x    | 7.23       |       |
| 18      | Timur Khusnulin        | Uzbequistão    | 6.83 | 7.06 | 7.05 | 7.06       |       |
| 19      | Benigno Marayag        | Filipinas      | 7.01 | 6.98 | x    | 7.01       |       |
| 20      | Abdulrahman Khamis     | Bahrein        | 6.81 | 6.98 | x    | 6.98       |       |
| 21      | Pang Kam Fung          | Hong Kong      | x    | 6.52 | 6.81 | 6.81       |       |
| 22      | Huang Changzhou        | China          | x    | x    | x    | NM         |       |
| 23      | Julian Reem Fuentes    | Filipinas      |      |      |      | DNS        |       |

### Final
A final da prova ocorreu dia 4 de junho às 17:00.
| Posição           | Atleta              | Nacionalidade  | #1   | #2   | #3   | #4   | #5   | #6   | Resultados | Notas |
| ----------------- | ------------------- | -------------- | ---- | ---- | ---- | ---- | ---- | ---- | ---------- | ----- |
| Medalha de ouro   | Gao Xinglong        | China          | 7.96 | x    | x    | 7.81 | 7.71 | 7.90 | 7.96       |       |
| Medalha de prata  | Ted Hooper          | Taipé Chinesa  | x    | 7.54 | 7.76 | 7.80 | 7.59 | 7.79 | 7.80       |       |
| Medalha de bronze | Tang Gongchen       | China          | 7.50 | 7.70 | 7.72 | 7.60 | x    | 7.79 | 7.79       |       |
| 4                 | Ankit Sharma        | Índia          | x    | 7.55 | 7.76 | 7.56 | 7.54 | x    | 7.76       |       |
| 5                 | Kumaravel Premkumar | Índia          | 7.41 | 7.54 | 7.60 | 7.53 | 7.69 | 7.54 | 7.69       |       |
| 6                 | Yohei Sugai         | Japão          | 7.57 | 7.27 | x    | 7.60 | 7.35 | 7.67 | 7.67       |       |
| 7                 | Ahmed Binmarzouq    | Arábia Saudita | 7.55 | 7.12 | x    | 7.25 | x    | 7.23 | 7.55       |       |
| 8                 | Konstantin Safronov | Cazaquistão    | 7.44 | 7.32 | 7.06 | 7.45 | 7.28 | x    | 7.45       |       |
| 9                 | Chan Ming Tai       | Hong Kong      | x    | x    | 7.44 |      |      |      | 7.44       |       |
| 10                | Saleh Al-Haddad     | Kuwait         | x    | 7.29 | x    |      |      |      | 7.29       |       |
| 11                | Lin Hung-Min        | Taipé Chinesa  | 7.28 | x    | 7.27 |      |      |      | 7.28       |       |
| 12                | Andrey Reznichenko  | Uzbequistão    | 7.22 | 7.22 | 7.25 |      |      |      | 7.25       |       |

Legenda
| Recorde mundial       | Recorde mundial (World record)               |                       | Recorde africano                      | Recorde africano (African) |                                           | Q | Classificado por posição (Qualified) |
| Recorde do campeonato | Recorde do campeonato (Championship record)  | Recorde da América    | Recorde da América (Americas)         | q                          | Classificado por melhor tempo (Qualified) |   |                                      |
| Melhor marca do ano   | Melhor marca do ano (World leading)          | Recorde asiático      | Recorde asiático (Asian)              | DNS                        | Não largou (Did not start)                |   |                                      |
| Recorde nacional      | Recorde nacional (National record)           | Recorde europeu       | Recorde europeu (European)            | DNF                        | Não terminou (Did not finish)             |   |                                      |
| Recorde pessoal       | Recorde pessoal do atleta (Personal best)    | Recorde da Oceania    | Recorde da Oceania (Oceania)          | DSQ / DQ                   | Desclassificado (Disqualified)            |   |                                      |
| Recorde da temporada  | Recorde da temporada do atleta (Season best) | Recorde sul-americano | Recorde sul-americano (South America) | NM                         | Sem marca (No mark)                       |   |                                      |